# Opałka
Opałka – rodzaj koszyka o owalnym kształcie, nie posiadający pałąka.
Używany najczęściej w gospodarstwie wiejskim do materiałów sypkich (ziarna, sieczki, paszy, plew). Wyplatany najczęściej z wikliny.